# Longquan (socken i Kina, Sichuan, lat 31,71, long 108,39)
Longquan (kinesiska: 龙泉土家族乡, 龙泉) är en socken i Kina. Den ligger i provinsen Sichuan, i den sydvästra delen av landet, omkring 430 kilometer öster om provinshuvudstaden Chengdu. Antalet invånare är 9 122. Befolkningen består av 4 315 kvinnor och 4 807 män. Barn under 15 år utgör 28,0 %, vuxna 15-64 år 62 %, och äldre över 65 år 9,0 %.
Genomsnittlig årsnederbörd är 1 617 millimeter. Den regnigaste månaden är september, med i genomsnitt 315 mm nederbörd, och den torraste är januari, med 9 mm nederbörd.